# 安陵 (西夏)
安陵是中国西夏第二代皇帝毅宗李谅祚的陵墓。
安陵位于宁夏回族自治区银川市西40公里贺兰山东麓平吉堡的西夏王陵建築群內。據史料記載，1068年十二月，李谅祚崩，年二十一岁。在位二十年，谥号昭英皇帝，庙号毅宗，葬于安陵。依據昭穆次序推斷，可能是西夏王陵中的四號陵，但未有確切證據證實這一點。